# Zrówieńka karpacka
Zrówieńka karpacka (Isophya camptoxypha) – nielatający gatunek owada prostoskrzydłego z rodziny pasikonikowatych (Tettigoniidae), opisany w 1853 pod nazwą Barbitistes camptoxypha na podstawie kształtu przydatków odwłokowych (cerci). Bardziej znany jest w literaturze jako I. brevipennis, jednak I. brevipennis został uznany za młodszy synonim I. camptoxypha. 
Jest to owad charakterystyczny dla Karpat. Występuje na terenie Słowacji, Polski, Ukrainy i Rumunii. Odizolowane populacje stwierdzono również w górach zachodnich i południowych Węgier oraz w Austrii.
Długość ciała samców wynosi 14–19 mm.
Z Polski był wykazywany jako I. brevipennis oraz I. camptoxypha. Północna granica zasięgu występowania w Polsce przebiega przez Płaskowyż Ojcowski i Roztocze. Gatunki z rodzaju Isophya są w języku polskim określane zwyczajową nazwą zrówieńka.